# Sopa agrepicant
Per sopa agrepicant s'entén un tipus de sopa comuna a diverses tradicions culinàries asiàtiques, que conté ingredients que la fan picant i agra.

## Variants

### Estats Units
Pot usar-se brou de pollastre o porc, o fins i tot brous sense carn. Alguns ingredients clau so brots de bambú, oli de sèsam torrat, orella de Judes, kikurage, brots de lliri de dia, vinagre, ou, maicena i pebre blanc. Altres ingredients són el xampinyó comú i menudes rodanxes de pell de soia. És comparativament més espessa que les versions xineses.

### Xina
Les gastronomies de Pequín i Sichuan reclamen la sopa agrepicant com plat regional propi. Sol fer-se amb carn, contenint sovint ingredients com brots de lliri de dia, orella de Judes, brots de bambú i tofu, en un brou que s'assaona amb sang de porc.
Sol fer-se picant amb vitet o pebrot blanc, i agre amb vinagre.